# Amalie Sæten
Amalie Manshaus Sæten (* 1. Dezember 1997) ist eine norwegische Leichtathletin, die sich auf den Mittel- und Langstreckenlauf spezialisiert hat.

## Sportliche Laufbahn
Erste Erfahrungen bei internationalen Meisterschaften sammelte Amalie Sæten im Jahr 2016, als sie bei den U20-Weltmeisterschaften in Bydgoszcz mit 2:09,67 min in der ersten Runde im 800-Meter-Lauf ausschied. Im Jahr darauf kam sie bei den U23-Europameisterschaften ebendort mit 2:07,66 min nicht über den Vorlauf hinaus und 2022 schied sie bei den Europameisterschaften in München mit 4:15,09 min in der Vorrunde im 1500-Meter-Lauf aus. Im Jahr darauf schied sie bei den World University Games in Chengdu mit 4:25,26 min im Vorlauf über 1500 Meter aus und gelangte mit 16:08,90 min den vierten Platz im 5000-Meter-Lauf. Kurz darauf schied sie bei den Weltmeisterschaften in Budapest mit 4:08,08 min in der ersten Runde über 1500 Meter aus. 2024 kam sie bei den Europameisterschaften in Rom mit 4:16,07 min nicht über den Vorlauf hinaus und gelangte am selben Tag über 5000 Meter mit 15:17,41 min auf Rang elf.
2020 wurde Sæten norwegische Meisterin im 1500-Meter-Lauf sowie 2022 und 2023 über 5000 Meter.

## Persönliche Bestleistungen
- 800 Meter: 2:04,80 min, 7. Juni 2018 in Oslo
  - 800 Meter (Halle): 2:07,50 min, 28. Februar 2020 in Ulsteinvik
- 1500 Meter: 4:08,08 min, 19. August 2023 in Budapest
  - 1500 Meter (Halle): 4:17,46 min, 2. Februar 2023 in Ulsteinvik
- 3000 Meter: 8:57,18 min, 21. Mai 2022 in Tønsberg
  - 3000 Meter (Halle): 9:11,91 min, 28. Januar 2023 in Manchester
- 5000 Meter: 15:17,41 min, 7. Juni 2024 in Rom